# Henryka Ilgiewicz
Henryka Ilgiewicz, Henrika Ilgevič (ur. 26 grudnia 1949 w Zabalinie, Litwa) – polska historyk mieszkająca na Litwie, doktor habilitowana nauk humanistycznych.

## Życiorys
Po ukończeniu w 1968 szkoły średniej w Janiszkach rozpoczęła studia z zakresu historii w Wileńskim Instytucie Pedagogicznym (obecnie Litewski Uniwersytet Nauk Edukacyjnych). Po ukończeniu nauki w 1973 rozpoczęła pracę w szkole średniej w Ejszyszkach. Od 1977 pracowała w Instytucie Filozofii i Socjologii Litewskiej Akademii Nauk, dzięki stypendium polskiego rządu od 1991 odbywała roczne studia doktoranckie w Instytucie Historii Uniwersytetu Adama Mickiewicza w Poznaniu, gdzie w 1992 przedstawiła przygotowaną pod kierunkiem prof. dr. hab. Jerzego Ochmańskiego rozprawę „Chrystianizacja Litwy w świetle dotychczasowych badań” i uzyskała stopień doktora nauk humanistycznych w zakresie historii. W 2002 przeszła do Instytutu Kultury, Filozofii i Sztuki i pracowała tam do 2009, od tego czasu jest starszym pracownikiem naukowym w Instytucie Badań Kultury Litwy (Lietuvos kultūros tyrimų institutas). W 2007 na podstawie rozprawy „Wileńskie towarzystwa i instytucje naukowe w XIX wieku” uzyskała stopień naukowy doktora habilitowanego nauk humanistycznych w zakresie historii. Jest członkinią Polskiego Towarzystwa Naukowego na Obczyźnie, a także Stowarzyszenia Naukowców Polaków Litwy.
W 2019 otrzymała Krzyż Kawalerski Orderu Zasługi Rzeczypospolitej Polskiej.

## Praca naukowa
Prowadzi badania dotyczące wileńskich towarzystw i instytucji naukowych w XIX i pierwszej połowie XX wieku oraz w zakresie ochrony dziedzictwa narodowego w Wilnie w końcu XIX- pierwszej połowie XX wieku. Na podstawie tych badań opublikowała dwie pozycje książkowe oraz liczne artykuły w czasopismach naukowych, opracowaniach, które ukazały się na Litwie i poza jej granicami.
Monografie:
- Wileńskie towarzystwa i instytucje naukowe w XIX wieku (2005) ISBN 978-83-8019-197-6.
- Societates Academicae Vilnenses: Towarzystwo Przyjaciół Nauk w Wilnie (1907–1939) i jego poprzednicy (2008) ISBN 978-83-924311-4-5.
- Biblioteka Państwowa im. Eustachego i Emilii Wróblewskich w Wilnie (1912–1939) oraz towarzystwa ją popierające (2015) ISBN 978-83-8019-197-6.